# 塞拉亚
塞拉亚（西班牙語：Selaya）是西班牙坎塔布里亚的一个市镇。总面积39平方公里，总人口1948人（2001年），人口密度50人/平方公里。